# 귀없는물쥐
귀없는물쥐(Crossomys moncktoni)는 쥐과에 속하는 설치류의 일종이다. 귀없는물쥐속(Crossomys)의 유일종이다. 뉴기니섬의 토착종으로 물쥐군의 일부이다. 바이얀카물쥐속 종과 가장 가까운 것으로 추정하고 있다. 물쥐군 내에서의 관계는 아직 명확하지 않다. 전세계에서 수생 생활에 가장 잘 적응한 설치류 중의 하나이다.

## 발견의 역사
귀없는물쥐는 1907년 영국 포유류학자 토마스(Oldfield Thomas)가 몽크톤(C. A. W. Monckton)이 파푸아뉴기니 남동부 중앙 주의 브라운 강 근처에서 포획한 한 점의 표본을 기초로 발견자의 이름을 따서 처음 기술했다. 두 번째 표본은 1950년 7월에 겨우, 두 번째 표본이 포획되었다. 그 이후 뉴기니 동부 산악 지대에서 몇몇 표본이 포획되었지만, 귀없는물쥐는 여전히 희귀한 종으로 남아있다. 학명은 첫 표본을 수집한 사람의 이름에서 유래했다.

## 특징
귀없는물쥐는 모두 쥐과 설치류 중에서 수생 생활에 가장 적응한 종이다. 극단적으로 긴 뒷발과 완전한 형태의 물갈퀴가 있는 발가락, 줄어든 강한 앞다리, 거의 없거나 보이지 않는 귀, 아주 작은 눈, 아랫쪽으로 털이 줄지어 난 꼬리를 갖고 있다. 줄은 꼬리 시작 부분에서 양쪽으로 길고 흰 털이 시작된다. 이 두 줄은 꼬리 시작 부분에서 약 50mm 떨어진 곳에서 합쳐지고 꼬리 끝까지 이어진다. 이 모든 특징 때문에 물갈퀴발갯첨서를 닮았으며, 수렴 진화에 대한 훌륭한 예이다.